# Eustasio Villanueva
Eustasio Villanueva Gutiérrez (Villegas, Burgos (España), 29 de marzo de 1875 - Burgos, 22 de septiembre de 1949), fue relojero y fotógrafo aficionado.
Establecido en la ciudad de Burgos, recorrió toda la provincia tomando fotografías estereoscópicas, en tres dimensiones, en placas de vidrio del formato 6 x 13 centímetros, entre los años 1913 y 1930. Sus temas preferidos fueron los monumentos románicos, góticos y renacentistas, así como la vida en los monasterios.

## Biografía
Hijo de Manuel Villanueva del Cerro (1846-1903), destacado fabricante de relojes de torre, continuó en el campo de la profesión familiar.
Compaginó los estudios con su trabajo y visitó repetidas veces todos los pueblos de la provincia de Burgos y limítrofes pues debía ofrecer, comercializar e instalar lo que en la fábrica se producía. 
Sus inclinaciones artísticas le llevaron a destacar dentro de su profesión en el diseño y dibujo. Realizó algún cuadro al óleo, pintura en lienzo que representa el descendimiento de la cruz y qué regaló a la iglesia de su pueblo natal. 
Fue alumno de la Academia Provincial de Dibujo de Burgos, dedicada a la difusión y promoción del dibujo y las artes en esa ciudad.
En 1901 se casó con Bernardina Vadillo Gómez, y tuvieron nueve hijos.
En 1902 se independizó abriendo una tienda en la Plaza Mayor de Burgos, dedicada a objetos de joyería, platería y relojería. Pronto incorporó también artículos fotográficos y de sonido.
Atraído por la belleza y calidad del arte de su provincia, se dio cuenta de que el intento de realizar una retrospectiva de éste, tanto de la ciudad como de la provincia, dibujando todo aquello, sería una tarea muy ardua, sobre todo teniendo que compaginarlo con su habitual trabajo.
Con motivo de un viaje que tiene que realizar a París en 1910, por asuntos profesionales se interesa vivamente por la fotografía, estableciendo contacto con la famosa firma Lumière precursora de la Cinematografía y de la Fotografía en Color (que comercializa desde el año 1907 las placas “autocromas”,). Llamándole poderosamente la atención sobre todo la fotografía estereoscópica.
De regreso a Burgos se despertó en él, una gran afición a la fotografía, que le iba a durar toda su vida.
La fecha de la fotografía más antigua que se conserva corresponde a una placa autocroma, en color de 1913. La familia Villanueva todavía conserva algunas placas estereoscópicas “autocromas”, según el procedimiento en color de la casa Lumière, siendo éstas placas las preferidas por su autor en los “años 10”. Se conservan vistas “autocromas” del claustro del monasterio de Fresdelval de Burgos.
Los viajes a través de la provincia comenzaron a intensificarse y en el equipaje que llevaba nunca faltaban las máquinas fotográficas y trípodes traídos de París. Realizó todas sus fotografías con trípode. Montó su laboratorio particular y empleó distintas fórmulas de revelado, logrando tonos diversos de gran calidad. Adoptó el formato 6 x 13 centímetros, en cuya medida realizaría casi toda su obra. Esto le permitía contemplar las fotos en relieve, puesto que eran estereoscópicas, a través de un estereóscopo, el Taxiphote.
Con motivo de la Exposición Iberoamericana de Sevilla en el año 1929 obtuvo un premio extraordinario al presentar un fragmento de su colección fotográfica.
Uno de sus hermanos, llamado Adulfo (que no Adolfo), fue un destacado religioso escolapio, que firmaba sus escritos como Daulof. Aparece retratado en algunas de las fotografías. Posiblemente, Adulfo Villanueva le debió ayudar a conseguir entrar en las clausuras de los monasterios, para realizar fotografías.

## Obra fotográfica

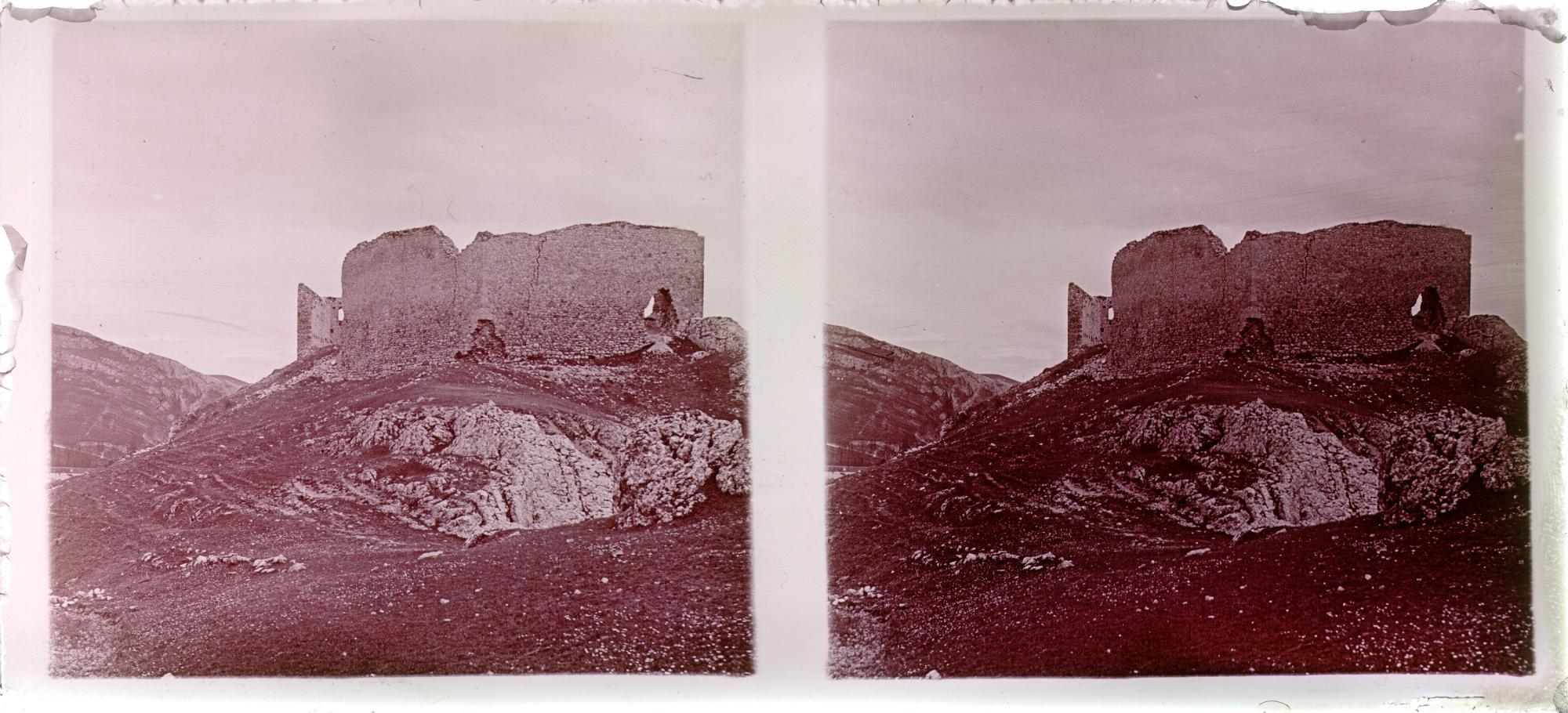
El castillo de Ubierna hacia el año 1925. Fotografía de Eustasio Villanueva. Fototeca del IPCE.

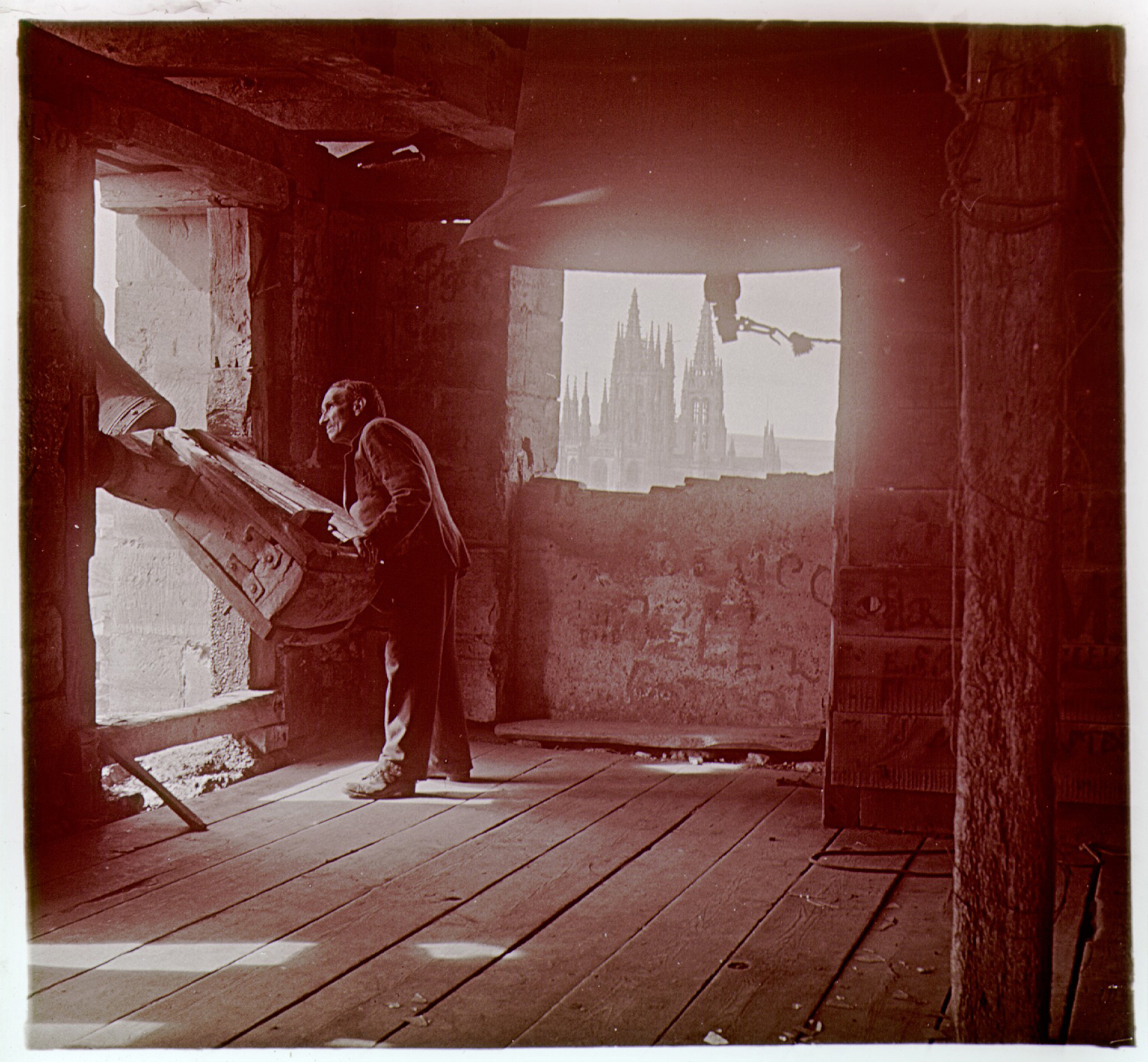
Campanero de Burgos, en la torre de San Gil. Fotografía de Eustasio Villanueva, reconocida como una de sus obras maestras. Fototeca del IPCE.

Se conservan 1.000 transparencias o placas estereoscópicas positivas, en vidrio, del formato 6 x 13 centímetros, en el Archivo Villanueva, del Instituto del Patrimonio Cultural de España, en Madrid. El Estado español compró a su familia, en 1986, la mayor parte de las fotografías, incluyendo también unos dos mil negativos.
Aunque la mayoría de las vistas corresponden a la provincia de Burgos, Eustasio Villanueva también tomó fotografías estereoscópicas en otros lugares. Por ejemplo, en Aguilar de Campoo (Palencia), Soria, San Sebastián, Madrid y Barcelona.
Son pocas las placas “autocromas” de Eustasio Villanueva que han llegado hasta nuestros días y ni una sola entre las transparencias estereoscópicas adquiridas por el Estado, uno de los nietos del fotógrafo, ha donado alguna de estas placas, junto con un lote de otra varias fotografías y diversos materiales de laboratorio (prensas de contacto, tanques de revelado, escurreplacas,…) que desde ahora se conservarán también en el “Instituto del Patrimonio Histórico Español”.
Otra placa recientemente donada por su nieto es una vista interior del laboratorio fotográfico de Eustasio Villanueva. Es una transparencia ordinaria, al “gelatino-bromuro” teñida en rojo, muy interesante porque se distinguen cajas de placas, cubetas y frascos de productos químicos.
Sus imágenes, que están muy bien conservadas, generalmente tienen gran calidad técnica y estética. Entre las fotografías de Eustasio Villanueva se pueden destacar diversas obras maestras, como es la vista tomada en la torre de la iglesia de San Gil, con un campanero volteando una campana, mientras a lo lejos se distingue la Catedral de Burgos.
Otras fotografías destacan por ser un testimonio histórico del estado en que se encontraban algunos monumentos. Por ejemplo, la vista del castillo de Ubierna, hacia el año 1925, antes de que sus piedras fuesen reutilizadas en otras construcciones. Gran parte del castillo se demolió en el siglo XX.
Sus fotografías están dotadas de una plasticidad tan intensa que, vistas desde nuestra perspectiva, casi nos parecen, más emparentadas con las antiguas estampas románticas, que con las fotos actuales, a las cuales frecuentemente su brillante colorido les resta la emoción y el misterio de las cosas entrevistas.
Desde el punto de vista documental estas viejas imágenes fotográficas son insustituibles para quienes se dedican a la conservación del patrimonio. Pero no sólo son arqueología, sino que conservan una vida propia. Nos informan de una manera privilegiada, son instantáneas inteligentes, tomadas por alguien dotado de una gran calidad técnica y un verdadero espíritu de artista, lo cual se percibe nítidamente en el encuadre y composición de cada una de sus imágenes. 
Recientemente algunas de sus fotografías han sido utilizadas para la restauración de la Catedral de Burgos, por los técnicos.
A partir de 2001 se han organizado varias exposiciones monográficas de su obra fotográfica, incluyendo audiovisuales en tres dimensiones. Sus fotografías se han exhibido en 2001-2002 en Madrid, Alcalá de Henares, y Burgos. Y en 2003 en Bogotá (Colombia), y Santiago de Chile.
Desde junio de 2012, pueden verse en Internet las mil placas positivas escaneadas, en el catálogo de la Fototeca del Instituto del Patrimonio Cultural de España. Todas las fotografías pueden descargarse y usarse libremente, para fines no comerciales, citando la procedencia: Archivo Villanueva, Fototeca del IPCE, Ministerio de Cultura y Deporte.